# ویتامین د۵
ویتامین د۵ (به انگلیسی: Vitamin D5) با فرمول شیمیایی C۲۹H۴۸O یک ترکیب شیمیایی با شناسه پاب‌کم ۹۵۴۷۷۰۰ است. که جرم مولی آن ۴۱۲٫۶۹۰۸۲ g/mol می‌باشد.